# سیارک ۲۱۴۳۶
سیارک ۲۱۴۳۶ (به انگلیسی: 21436 Chaoyichi، نامگذاری:1998FL116) بیست و یک هزار و چهارصد و سی و ششمین سیارک کشف شده‌است که در ۳۱ مارس ۱۹۹۸ کشف شد.
قدر مطلق سیارک برابر ۹.۳ است.